# 31
31 (XXXI, na numeração romana) foi um ano comum do século I, do Calendário Juliano, da Era de Cristo, teve início a uma segunda-feira e terminou também a uma segunda-feira, e a sua letra dominical foi G.
| Ano completo                         |
| ------------------------------------ |
| Ano comum com início à segunda-feira |

## Eventos
- Tibério, pela quinta vez, e Lúcio Élio Sejano, cônsules romanos.[1] Sejano foi executado ao final do ano.[2]

## Mortes
- Lívila, única filha de Nero Cláudio Druso e Antónia Minor (n. 13 a.C.).
- Sejano, executado.[2]
- Nero César suicídio [n.6]